# Палестрина (коммуна)
Палестрина (итал. Palestrina) — коммуна в Италии, располагается в регионе Лацио, в провинции Рим.
Население составляет 19 484 человека (2008 г.), плотность населения составляет 416 чел./км². Занимает площадь 47 км². Почтовый индекс — 36. Телефонный код — 06.
Покровителями коммуны почитаются святой мученик Агапит, празднование 18 августа, и святая Розалия, празднование 4 сентября.

## Демография
Динамика населения:

## История

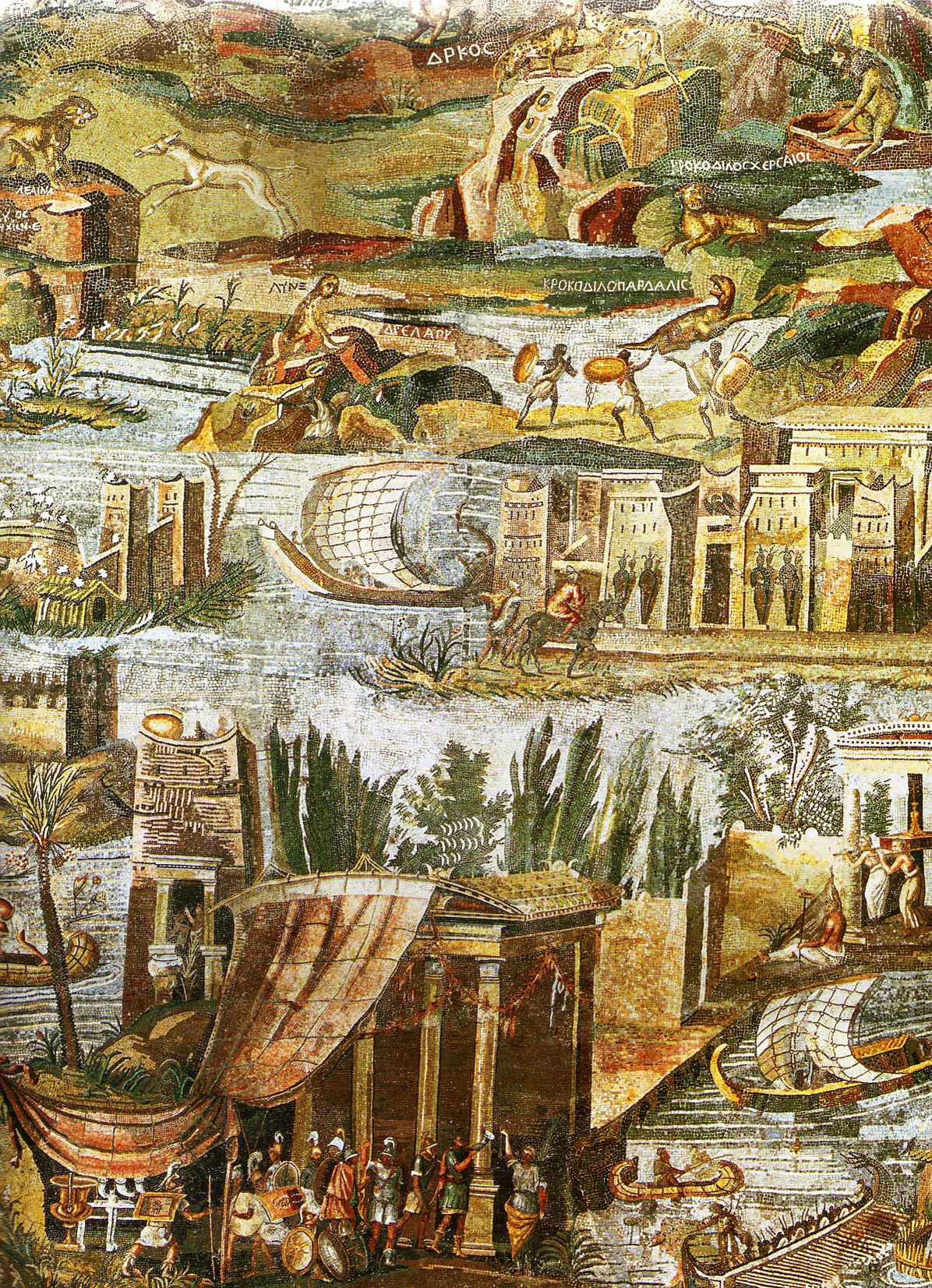
Нильская мозаика в Палестрине (ок. 100 до н. э.)

Палестри́на, в древности Прене́сте (лат. Praeneste), находится в 37 км к востоку от Рима. Дорога из Рима до Пренесте начинается в восточных воротах, одно из названий которых — Пренестинские.
По преданию, был основан Телегоном, сыном Одиссея. По археологическим данным, существовал уже в 7 в. до н. э. В захоронениях, относящихся к этому периоду, находят как серебряные, золотые, янтарные украшения финикийского или карфагенского происхождения, так и изделия из слоновой кости, принадлежащие цивилизации этрусков.
В 280 году до н. э., после провалившихся мирных переговоров с римским сенатом, Пирр Эпирский двинул своё войско на Рим. В ходе этого наступления эпиротами был взят город Пренесте. По легендам, оттуда Пирр мог наблюдать холмы «вечного города», находившегося всего в 30 милях от него. Однако осаждать Рим Пирр не мог, ввиду обременённости своего войска богатыми трофеями, а также концентрации римских легионов обороняющих свою столицу. В силу этих причин Пирр развернул свою армию и двинулся в Южную Италию.
В гражданскую войну 83—82 годов до н. э. сторонники Суллы во главе с Квинтом Лукрецием Офеллой осадили Пренесте, в которой укрылся с частью своей армии Марий-младший. Осада увенчалась успехом: город был добровольно сдан его жителями, после чего Марий-младший покончил с собой. Несмотря на добровольную сдачу, город был отдан на разграбление солдатам, а всё его мужское население было безжалостно перебито.
Во времена расцвета Римской империи Пренесте было известным местом отдыха богатых римлян и в этом качестве упомянут Горацием. Здесь родился видный латинский писатель III века Клавдий Элиан.
В Средние века город находился под властью рода Колонна, часто враждовавшего с Римом. В результате войска папы римского дважды — в 1297 и 1437 — разрушали Палестрину до основания.
В XVI веке город находился во владении семейства Барберини, которые построили обширную резиденцию в центре города. Палестрина — родина одного из крупнейших композиторов того времени, Джованни Пьерлуиджи да Палестрины.
В 1895—1898 годах в летние месяцы в Палестрине жили братья Томас и Генрих Манны, впоследствии известные немецкие писатели. Места действия некоторых их произведений вдохновлены Палестриной; среди прочего, в этом городе происходит ключевая сцена романа Томаса Манна «Доктор Фаустус» — заключение договора между дьяволом и главным героем романа Адрианом.